# Vestmalaysia
Vestmalaysia eller Peninsular Malaysia, historisk kaldet Malaya, er den del af Malaysia som er beliggende på den sydlige del af Malaccahalvøen og nærliggende øer. Vestmalaysia har et areal på ca. 132.490 km2 hvilket er næsten 40 % af Malaysias samlede areal. De øvrige 60 % er Østmalaysia på øen Borneo.
Vestmalaysia grænser mod Thailand mod nord. Mod vest ligger Malaccastrædet som adskiller Vestmalaysia fra øen Sumatra i Indonesien. Mod øst ligger Det Sydkinesiske Hav med Natunaøerne tilhørende Indonesien. Ved Vestmalaysias sydlige spids ligger Singapore på den anden side af Johor-strædet.

## Delstater og territorier
Vestmalaysia består af 11 af 13 delstater og to ud af tre føderale territorier i Malaysia, herunder den føderale hovedstad Kuala Lumpur. Delstaterne i Vestmalaysia er:
- Perlis
- Kedah
- Penang
- Perak
- Selangor
- Negeri Sembilan
- Malacca
- Johor
- Pahang
- Terengganu
- Kelantan

De to føderale territorier Putrajaya og Kuala Lumpur ligger i Selangor.